# Битка код Самоса
Битка код Самоса (грч. Ναυμαχία της Σάμου) била је поморска битка вођена 5. августа (стари календар) или 17. августа (нови календар) 1824. године код грчког острва Самос током грчког рата за независност.

## Позадина
Острво Самос, под вођством Ликораса Логетиса, успешно је извршило побону против Османлија 1821. године и успоставило властиту аутономну владу. Међутим, положај острва, које се налази неколико миља од Анатолске обале, је био угрожен од потенцијалних османских напада. На лето 1824. године, након уништења Псаре, османска флота и трупе окупиле су се на Анатолској обали, с намером да заузму острво. У жељи да избегну понављање неуспеха да заштите Псару, грчка флота, под вођством адмирала Гергоса Сактуруса, окупила се како би сачувала острво под сваку цену. Након неколико мањих ангажмана претходних дана, одлучујућа битка одиграла се 17. августа.

## Битка
Док су Османлије покушавале да истерају грчке снаге са својих положаја у мореузима, османска фрегата је започела канонаду, а за то време је османска флота покушавала да прође између Анатолске обале и левог крила грчке флоте. У десет сати ујутро, грчки Брандери, укључујући и ону под славним Константином Канарисом, почеле су да се приближавају османској фрегати. Први Брандери који су покушали да отворе ватру према Грцима беше заустављени. Разарач Канарис покренуо је сопствену паљбу на османски брод. Брод је покушао да избегне рафалну паљбу, међутим безуспешно. Како је ватра доспела до османске фрегате, Османлије су брже-боље напустиле брод, скочивши у море. Пламен са брода се проширио и стигао до бродског магацина који је експлодирао. Након што су Османлије уочиле уништење своје фрегате, накратко су обуставили све даље акције. Турци су кренули у нови напад, међутим, Грци ће уништити још два османска брода, тунизијски ратни бригад и триполитску корвету. Османлије су претрпеле велике губитке; три потопљена брода, 100 уништених топова и најмање 1.000 погинулих. Са друге стране, грчки губици су износили три убијена војника и шест потопљених бродова. Османске трупе су се утаборили на обали и били сведоци потпуном уништењу својих трупа.

## Последице
Заједно са битком код Геронтаса, битка код Самоса осигурала је тадашњу сигурност острва. Међутим, острво није било укључено у независну Грчку Краљевину. Пак, постала је аутономна кнежевина под османском сизеренством све до Балканских ратова.